# Nolan Bushnell
Nolan Bushnell (Clearfield, Utah, 5 de fevereiro de 1943) é um engenheiro eletricista e empreendedor americano, fundador da Atari e da rede de fast food Chuck E. Cheese's.

## Biografia
Bushnell é reverenciado por fãs de videogames e é considerado o pai do videogame como o conhecemos hoje.
Enquanto estudante na Universidade de Utah, em 1962, foi viciado no jogo Spacewar! criado por Steve Russell. Ele gostou tanto do jogo que em 1970, dois anos após sua graduação, converteu o quarto de sua filha, no local onde poderia transformar um computador num videogame de fliperama.
A sua ideia inicial era a de usar um computador pois seus preços haviam baixado muito, mas mesmo assim, eram altos demais para serem usados em "Arcades". Então, em vez de usar um computador, ele construiu um dispositivo onde era possível jogar somente o "Spacewar", com gráficos menos elaborados, ele rebatizou o jogo como "Computer Space".
Em 1971, Nolan Bushnell vendeu sua ideia para Bill Nutting, dono da "Nutting Associates". Nutting então contratou Bushnell para vigiar a criação do "Computer Space" enquanto trabalhava em outros projetos de engenharia. Eles começaram a venda do jogo no final de 1971, porém o "Computer Space" foi um fracasso, vendendo entre 500 e 1500 máquinas.
Bushnell deixou a "Nutting Associates", formou uma sociedade com seu amigo Ted Dabney e abriu uma nova empresa chamada "Syzygy", porém esse nome já pertencia a outra companhia, então ele escolheu o nome "Atari".
O primeiro produto da Atari foi um jogo chamado "Pong" que consistia em uma partida de tênis eletrônico, no qual os jogadores batiam em uma bola quadrada de um lado para o outro utilizando retângulos. Criado pelo engenheiro Al Alcorn (e não por Nolan Bushnell, porém ele ajudou na criação, porque tinha visto o jogo "Tennis" do Odyssey algumas semanas antes em uma feira).
Era um jogo bem simples, com mínimas instruções. Bushnell e Alcorn colocaram um protótipo do jogo em um bar na Califórnia chamado "Andy Capp's Tavern".

## Pong
Duas semanas depois de instalarem o jogo, Alcorn recebeu um telefonema no meio da noite do gerente do bar. O jogo havia quebrado, e o gerente adoraria que fosse consertado. Quando Alcorn foi verificar a máquina, ele encontrou um problema incomum. Tinha tantas moedas na máquina a ponto de ficarem esmagadas, que o jogo parou de funcionar. Em poucos meses, "Ramtek", "Nutting" e diversas outras empresas lançaram imitações do Pong. A Magnavox processou a Atari por infringir as patentes de Ralph Baer e conseguiu a cifra de 700 000 dólares (esta foi a primeira batalha em um tribunal sobre vídeo-games).
Em 1973, são feitas de 8 a 10 mil unidades, Pong se torna um sucesso sem precedentes. Ted Dabney com medo da concorrência, vendeu metade de sua parte nas ações para Bushnell. Bushnell formou a "Kee Games" (logo após contratar Joe Keenan) para prover uma "competição" a Atari.
A partir de 1974, diversas empresas começaram a trabalhar em "pong's" caseiros, tentando aproveitar o grande sucesso do "Arcade". As empresas que mais investiram no "pong" foram Atari, Magnavox e Coleco. Essas empresas criaram diversas variações do "Pong" durante anos.
O "Pong" começou a perder a sua popularidade a partir de 1977 com a chegada dos vídeo-games baseados em cartuchos, que não se limitavam somente a variações do "Pong".
Apesar da simplicidade do jogo, o "Pong" atingiu um imenso sucesso que poucos produtos conseguiram.